# Donja Dobrinja
Donja Dobrinja (izvirno srbsko Доња Добриња) je naselje v Srbiji, ki upravno spada pod Občino Požega; slednja pa je del Zlatiborskega upravnega okraja.

## Demografija
V naselju, katerega izvirno (srbsko-cirilično) ime je Доња Добриња, živi 438 polnoletnih prebivalcev, pri čemer je njihova povprečna starost 45,7 let (44,0 pri moških in 47,3 pri ženskah). Naselje ima 162 gospodinjstev, pri čemer je povprečno število članov na gospodinjstvo 3,23.
To naselje je, glede na rezultate popisa iz leta 2002, večinoma srbsko, a v času zadnjih treh popisov je opazno zmanjšanje števila prebivalcev.
|  |

| Demografija | Demografija     | Demografija     |
| Leto        | Št. prebivalcev | Št. prebivalcev |
| ----------- | --------------- | --------------- |
|             |                 |                 |
|             |                 |                 |
|             |                 |                 |
|             |                 |                 |
| 1948        | 883             |                 |
| 1953        | 908             |                 |
| 1961        | 891             |                 |
| 1971        | 744             |                 |
| 1981        | 691             |                 |
| 1991        | 593             | 593             |
| 2002        | 524             | 524             |
|             |                 |                 |

| Etnična sestava po popisu iz leta 2002 | Etnična sestava po popisu iz leta 2002 | Etnična sestava po popisu iz leta 2002 | Etnična sestava po popisu iz leta 2002 | Etnična sestava po popisu iz leta 2002 |
| -------------------------------------- | -------------------------------------- | -------------------------------------- | -------------------------------------- | -------------------------------------- |
| Srbi                                   | Srbi                                   |                                        | 522                                    | 99,61%                                 |
| Hrvati                                 | Hrvati                                 |                                        | 1                                      | 0,19%                                  |
| Slovenci                               | Slovenci                               |                                        | 1                                      | 0,19%                                  |
| Neznano                                | Neznano                                |                                        | 0                                      | 0,0%                                   |